# Jungsunds pappersbruk
Jungsund pappersbruk (1828-1876) var ett lumppappersbruk anlagt vid en grävd vattenled mellan Degerträsket och Pantsarholms sund i Södra Jungsunds by i Korsholms kommun. 
Kommerserådet Johan Grönberg hade 1812 grundat ett glasbruk i Grönvik i Iskmo by i Korsholm. År 1823 fick han privilegium på att anlägga en fajansfabrik på samma plats men tillståndet torde inte ha utnyttjats. Glasbrukets stora behov av bränsle gjorde att Grönberg köpte upp stora områden i Iskmo och Södra Jungsunds byar. Detta gav honom uppslaget att gräva en kanal från Degerträsket till Sundet. Nära Sundet anlade han en såg och fick 1828 privilegium på ett pappersbruk på samma plats. Bruket skulle ha en vals och ett stampverk med åtta stampar. En spärrdamm anlades vid träskets utlopp och en regleringsdamm invid själva kvarnen. Råvaran var lump från Vasa och Uleåborgs län samt pappersavfall insamlat i Vasa stad. Man hade räknat med en vattenföring under 8 månader av året men i själva verket räckte den endast till under 3 månader. Pappersbruket kom därför att ha gemensamma arbetare med glasbruket, liksom också transporterna av färdiga produkter till Vasa. Finare papperskvaliteter tillverkades endast i början av brukets verksamhet. Under åren 1855-1862 tillverkades koncept-, kardus-, makulatur- och förhydningspapper. Samtidigt var omkring fem arbetare sysselsatta vid pappersbruket. Det var också vanligt att en pappersarbetare under sin aktiva tid arbetade på tre eller fyra olika pappersbruk. På grund av den svaga vattenkraften i Jungsund grundade Grönberg 1840 ett annat pappersbruk i Granfors i Närpes.